# Xie Xingfang
Xie Xingfang (en chino: 谢杏芳; Cantón, 8 de enero de 1981) es una deportista china que compitió en bádminton, en la modalidad individual.
Participó en los Juegos Olímpicos de Pekín 2008, obteniendo una medalla de plata en la prueba individual. Ganó tres medallas en el Campeonato Mundial de Bádminton entre los años 2005 y 2009.

## Palmarés internacional
| Juegos Olímpicos   | Juegos Olímpicos         | Juegos Olímpicos | Juegos Olímpicos |
| Año                | Lugar                    | Medalla          | Prueba           |
| ------------------ | ------------------------ | ---------------- | ---------------- |
| 2008               | Pekín (China)            | Medalla de plata | Individual       |
| Campeonato Mundial |                          |                  |                  |
| Año                | Lugar                    | Medalla          | Prueba           |
| 2005               | Anaheim (Estados Unidos) | Medalla de oro   | Individual       |
| 2006               | Madrid (España)          | Medalla de oro   | Individual       |
| 2009               | Hyderabad (India)        | Medalla de plata | Individual       |